# Nevoy
Nevoy és un municipi francès, situat al departament del Loiret i a la regió de Centre – Vall del Loira. L'any 2007 tenia 1.115 habitants.

## Demografia

### Població
El 2007 la població de fet de Nevoy era de 1.115 persones. Hi havia 424 famílies, de les quals 84 eren unipersonals (32 homes vivint sols i 52 dones vivint soles), 160 parelles sense fills, 168 parelles amb fills i 12 famílies monoparentals amb fills.
La població ha evolucionat segons el següent gràfic:
Habitants censats

### Habitatges
El 2007 hi havia 525 habitatges, 436 eren l'habitatge principal de la família, 39 eren segones residències i 50 estaven desocupats. 522 eren cases i 2 eren apartaments. Dels 436 habitatges principals, 358 estaven ocupats pels seus propietaris, 72 estaven llogats i ocupats pels llogaters i 6 estaven cedits a títol gratuït; 28 tenien dues cambres, 54 en tenien tres, 108 en tenien quatre i 246 en tenien cinc o més. 365 habitatges disposaven pel capbaix d'una plaça de pàrquing. A 149 habitatges hi havia un automòbil i a 273 n'hi havia dos o més.

### Piràmide de població
La piràmide de població per edats i sexe el 2009 era:
| Homes | Edats   | Dones |
| ----- | ------- | ----- |
| 0     | 95 o +  | 0     |
| 0     | 90 a 94 | 8     |
| 4     | 85 a 89 | 0     |
| 4     | 80 a 84 | 8     |
| 8     | 75 a 79 | 16    |
| 16    | 70 a 74 | 16    |
| 20    | 65 a 69 | 20    |
| 32    | 60 a 64 | 12    |
| 20    | 55 a 59 | 44    |
| 64    | 50 a 54 | 12    |
| 32    | 45 a 49 | 52    |
| 52    | 40 a 44 | 40    |
| 40    | 35 a 39 | 64    |
| 28    | 30 a 34 | 44    |
| 28    | 25 a 29 | 28    |
| 24    | 20 a 24 | 16    |
| 32    | 15 a 19 | 20    |
| 40    | 10 a 14 | 68    |
| 44    | 5 a 9   | 28    |
| 20    | 0 a 4   | 36    |

## Economia
El 2007 la població en edat de treballar era de 737 persones, 541 eren actives i 196 eren inactives. De les 541 persones actives 511 estaven ocupades (272 homes i 239 dones) i 30 estaven aturades (13 homes i 17 dones). De les 196 persones inactives 72 estaven jubilades, 65 estaven estudiant i 59 estaven classificades com a «altres inactius».

### Ingressos
El 2009 a Nevoy hi havia 461 unitats fiscals que integraven 1.213,5 persones, la mediana anual d'ingressos fiscals per persona era de 21.654 €.

### Activitats econòmiques
Dels 27 establiments que hi havia el 2007, 2 eren d'empreses alimentàries, 1 d'una empresa de fabricació d'altres productes industrials, 8 d'empreses de construcció, 4 d'empreses de comerç i reparació d'automòbils, 1 d'una empresa de transport, 1 d'una empresa d'hostatgeria i restauració, 2 d'empreses immobiliàries, 2 d'empreses de serveis, 1 d'una entitat de l'administració pública i 5 d'empreses classificades com a «altres activitats de serveis».
Dels 9 establiments de servei als particulars que hi havia el 2009, 1 era un taller de reparació d'automòbils i de material agrícola, 1 guixaire pintor, 1 fusteria, 1 lampisteria, 3 empreses de construcció i 2 perruqueries.
Dels 2 establiments comercials que hi havia el 2009, 1 era una botiga de més de 120 m² i 1 una botiga de menys de 120 m².
L'any 2000 a Nevoy hi havia 17 explotacions agrícoles que ocupaven un total de 648 hectàrees.

## Equipaments sanitaris i escolars
El 2009 hi havia una escola elemental.

## Poblacions més properes
El següent diagrama mostra les poblacions més properes.